# Хотонт
Хотонт (монг. Хотонт) – сомон Архангайського аймаку Монголії. Територія 2,2 тис. км², населення 5,8 тис. чол.. Центр селище Хотонт. Знаходиться на відстані 91 км від Цецерлега, 350 км від Улан-Батора. Школа, лікарня, сфера обслуговування, майстерні, підприємства

## Рельєф
На півдні відгалуження хребта Хангаю: Ундур Сант, Баянзурх, Хотонт (2000 м), в центральній та північній частині долина річки Орхон. Є маленькі озера.

## Корисні копалини
Залізна руда, біотит, хімічна та будівельна сировина.

## Клімат
Різкоконтинентальний клімат, середня температура січні -20-21 градусів, липня + 16-18 градусів,  протягом року в середньому випадає 300-400 мм.

## Тваринний світ
Водяться лисиці, вовки, козулі, манули, корсаки, зайці, тарбагани

## Межі сомону
Сомон межує з такими сомонами аймаку Архангай: Ценхер, Тувшруулех, Угийнуур, Хашаат, на сході і півдні межує з аймаком Уверхангай.